# Revista de historietas

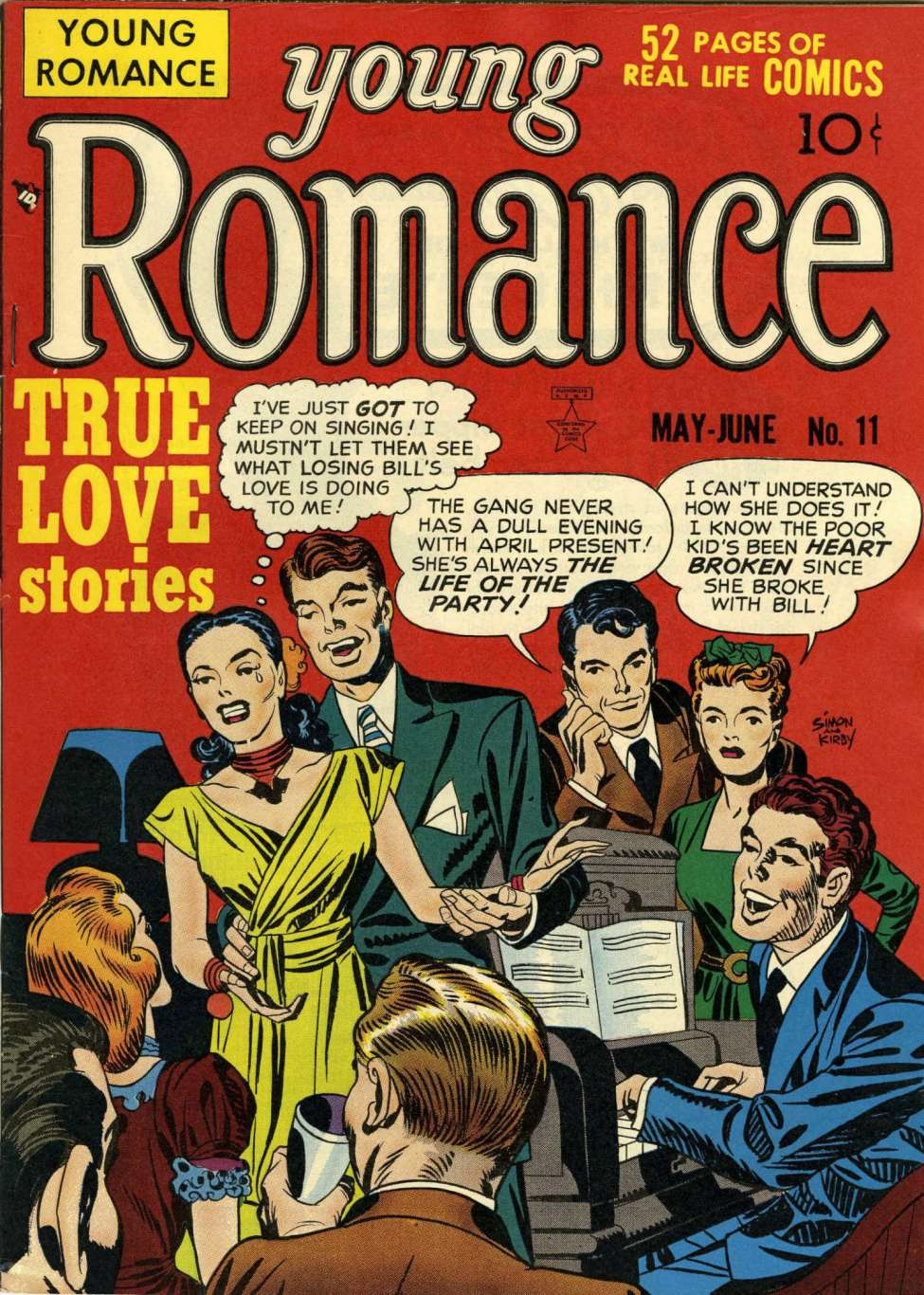
Portada de Young Romance nº11 de 1949.

Una revista de historietas es una publicación periódica, generalmente financiada por publicidad o por los lectores, que recopila historietas. Durante gran parte del siglo XX, fue el formato más frecuente de publicación de estas.

## Características
Una revista de historietas se diferencia del álbum de historietas por su impresión menos lujosa (lomo y tapa blanda, papel de menor calidad), normalmente con grapa y a veces forma de cuaderno. Para abaratar costes en la mayoría de las diversas revistas publicadas, en el interior se emplean muy pocas tintas diferentes, siendo típico usar solo una tinta, que suele ser negra, obteniéndose escalas de grises (como ocurre en los Manga) mediante las imprentas o en épocas pasadas, cuando la maquinaria era más costosa y rudimentaria, recurriendo a técnicas como el claro-oscuro para darle mayor riqueza. Además el formato de las revistas en blanco y negro típico de los quioscos de periódicos permitía en ocasiones otras exenciones, como prescindir del sello de aprobación del Comics Code Authority en Estados Unidos, que solo se exigía a los comic books, o en España una mayor libertad de contenidos al adoptar el formato y las características de una publicación "seria", para escapar de la censura ejercida por la Comisión de Publicaciones Infantiles y Juveniles, la cual pretendía controlar todo cómic susceptible de "caer en manos del niño", aunque especificase en su portada que se dirigía a un lector adulto. Presentan una o varias historietas, ya sean autoconclusivas o parte de una serie, con coletillas como "Continuará en el próximo número" y similares. Las que contienen una sola serie, pueden plantearse como series abiertas o limitadas.
Hay, sin embargo, variantes según la tradición historietística a la que pertenezca: Desde el comic book en Estados Unidos, al pepín en México o el tebeo en España.
Como explica el historietista español Josep María Beá, antiguamente 

Primero, se rentabilizaba la obra vendiéndola por capítulos a revistas de varios países. Tras esta gestión, se editaba el álbum, cuyo tiraje se calculaba en relación al éxito que, el producto en cuestión, había obtenido de forma seriada.

Podía decirse así que "la materia prima es la obra que crea el autor, pero sin el medio para darla a conocer (revista), la obra es inútil".
En el contexto actual, la mayoría de las revistas antológicas han desaparecido, por lo que los álbumes o internet son el formato original de publicación de muchas historietas.

## Historia

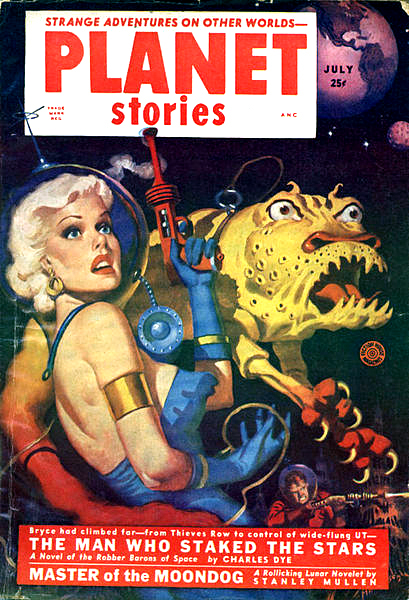
Planet Stories, portada por Allen Anderson (julio de 1952) de una publicación periódica de Pulp fiction.

El formato de revista de historietas, revista gráfica, revista de cómics, revista gráfica para adultos, novelas gráficas, Historias gráficas para adultos, Publicación gráfica para adultos... etc, es un tipo de reproducción de publicaciones impresas periódicas con encuadernación a la rústica denominado en el mercado anglosajón Pulp.
En los últimos años del siglo XIX comienzan a aparecer editoriales que emplearon la técnica de la encuadernación en rústica y la publicación editorial masiva para comercializar ejemplares literarios de forma barata, y por tanto accesible a personas con menor capacidad económica. Si además las hojas no se pegan sino que solamente se grapan, el coste de la pieza es menor. Por esta misma razón el papel en este tipo de publicaciones suele ser de baja calidad. El consumo de estos productos aumentó debido a la disminución de la tasa de analfabetismo, en respuesta al creciente desarrollo económico que necesitaba trabajadores con mayor formación. Este tipo de publicaciones eran además más propicias para el intercambio y el préstamo (por una pequeña cantidad de calderilla) en kioskos, ya que su escaso valor económico, su abundancia y su escasa durabilidad física no motivaban el coleccionismo.
Las primeras publicaciones de revistas pulp (de pulpa de papel), baratas y de consumo popular, que se especializaban en narraciones e historietas de diferentes géneros de la literatura de ficción, contenían argumentos simples con grabados e impresiones artísticas en los que se mostraba el argumento de la narración, de manera similar a un cómic o una historieta y fueron diferenciándose con el tiempo en diferentes publicaciones impresas.
El método de encuadernación en rústica es un método de publicación que se caracteriza por ser una encuadernación en la cual las tapas que cubren el contenido no son de cartón rígido y las hojas interiores protegidas que forman la publicación están adheridas al lomo con pegamento y no con hilos. Este tipo de encuadernación existe desde mediados del siglo XIX, pero tomó popularidad hacia 1930.
El origen y la distribución de las revistas de historietas ha sido siempre muy variado, dependiendo de las circunstancias del mercado, en numerosos casos las revistas de historietas se vendían junto a la edición dominical de los periódicos. Aunque en un principio no fueron pensadas para series, al igual que las novelas por entregas y los folletines empleados para publicar las novelas de Charles Dickens y otros escritores que solían acompañar a los diarios de información en el siglo XIX, las revistas de historietas se usaron para publicar las obras parciales de Cómic, como historietas serializadas en revista, cuyos recopilatorios acabaron por convertirse en muchos casos, en álbumes de historietas.
Durante gran parte del siglo XX, las revistas de historietas sirvieron para dar a conocer a los nuevos autores, permitiendo que maduraran paulatinamente su estilo. Actualmente, y debido al declive de las mismas, los dibujantes tienen que optar por formatos (álbum o novela gráfica) que exigen de partida un gran dominio técnico.  El término Novela gráfica se usaba no solo en el actual que identifica a cómics de una única historia de gran extensión para el mercado adulto, sino que su uso más común era para designar tebeos, historias románticas, fotonovelas, cómics de terror, eróticos, ediciones de superhéroes y demás personajes, por ejemplo material estadounidense publicado por la Editorial Dólar a partir de 1958. Las expresiones "Novelas" (o "Historias") "Gráficas para adultos" que teóricamente se dirigían a lectores "adultos", se usaban de subtítulo para seriales de mediana extensión en formato vertical en contraposición a los cómics publicados en formato apaisado.
La primera historieta serializada en revista y posteriormente recopilada en álbum fue Histoire de Monsieur Cryptogame (Historia del señor Cryptogame) de Rodolphe Töpffer que vio la luz en el semanario parísino L'Ilustration en 1845 a lo largo de 11 números.
El modelo imitado en todo el mundo de la revista británica de 1841 Punch dio lugar en Estados Unidos, a las revistas Puck, Judge  y Life. Los dos principales editores del país, William Randolph Hearst y su rival Joseph Pulitzer, decidieron usar la historieta como una manera de vender sus periódicos a una población emigrante que no entendía muy bien el inglés pero sí podía «leer» las historietas de las tiras de prensa. Si bien evolucionan desde los suplementos que acompañan a los diarios de información y en algunos países todavía los acompañan, en casi todos los casos y en diferente medida a partir del siglo XX, se distribuyen y venden en los quioscos y sus ingresos económicos, además del precio por ejemplar que cobraban a sus lectores se podía basar en la inserción de publicidad y en la suscripción a domicilio. La adquisición de revistas de manga por suscripción periódica a domicilio fue especialmente popular en Japón en la segunda mitad del siglo XX.   
En los primeros años de su historia, estas revistas de historietas tuvieron un lugar importante en el mercado mundial del cómic y eran a menudo en muchos países el único medio de publicar cómics. La mayoría de las revistas de cómics estaban dirigidas entonces al público infantil. En el periodo de entreguerras y durante la Guerra fría, debido al cine, los dibujos animados y el aumento de la alfabetización y los periodos de ocio, se amplía el número de lectores adolescentes y adultos de cómics que tienen lógicamente gustos propios. En la década de 1970, las publicaciones satíricas y más de adultos relacionadas con la literatura denominada pulp, en la que se inspiró Tarantino para su película Pulp Fiction comienzan a aparecer. A nivel mundial las estadounidenses DC y Marvel como Superman, Batman, Mujer Maravilla, Spider-Man, Hulk y muchos otros, han sido siempre las más importantes productoras de revistas y han influido en el concepto que hoy en día se tiene de lo que es cada tipo de formato, las otras dos grandes escuelas de historietas son la franco-belga y la japonesa. En España la Escuela Bruguera, la Valenciana y TBO fueron las más importantes siendo la revista de historietas TBO la popularizadora del formato en España,  hasta el punto de dar origen al término "tebeo" como sinónimo de revista de historietas. 
Bajo el influjo de un cambio en la moralidad, con una mayor libertad auspiciada por el cine y los periódicos y en España y otros países, la caída moderada de la presión de la censura y luego la libertad de los periodos democráticos, Pulp Fiction pasó poco a poco de ser el nombre del formato genérico de un tipo de revista popular de tapa blanda, a una categoría que identifica a lo que se permite publicar con otra mentalidad nacida de convicciones diferentes a las oficiales de los gobiernos.
Esta nueva categoría de la cultura popular, consiste en historias que cuentan hazañas de héroes del estilo de soldados y bandoleros, mezclando géneros de la ficción como la ciencia ficción, la ficción de horror, suspenso, acción, romance y fantasía en los que intervienen distintos elementos de carácter instintivo como la violencia, el eclecticismo, la ironía, el humor, la lascivia  y el erotismo. Además antihéroes y superhéroes llenan obras de personajes que luchan por la justicia, sometidos a ambientes tenebrosos. 
La escuela franco-belga francófona producida en Bélgica, Francia y Suiza tienen una larga tradición en las revistas de historietas y tienen una historia común en la evolución de los tebeos y revistas. Le Journal de Spirou es una de las más famosas y ha publicado por entregas algunas de las series de cómics más importantes de los últimos decenios (ver cómic franco-belga).
Las revistas Chiquilladas, Domingos Alegres,
Paquín, Paquito, Chamaco, Mortadelo, Super Pulgarcito, Gran Pulgarcito, El Pingüino, Barrabases, Cosquillas, Patoruzú, Rayo Rojo, Cinemisterio, Hora Cero, Frontera, Frontera Extra, Misterix, Hora Cero Semanal, Hora Cero Extra (Mensual), y muchas otras fueron destinadas al público infantil y juvenil. Dirigidas a un público adulto se publicaron "El DDT", "Super DDT", "Tío Vivo" y la revista argentina "Rico Tipo". Dentro del mercado adulto y más dedicadas a la sátira política destacaron las chilenas Topaze, El Pingüino, Pobre Diablo, españolas: Hermano Lobo,  La Codorniz, las francesas  Hara-Kiri Charlie Hebdo o la argentina  Hum®, o Humor Registrado. Más recientemente en España, se producen revistas como Amaníaco, BD Banda, Cthulhu, El Jueves, El Manglar y TMEO. En el pasado cuando el Cómic tenía menos competencia audiovisual pero también se necesitaba un producto de calidad y barato convivieron un gran número de revistas de cómics de temática y aspecto similar como por ejemplo las revistas españolas de terror:  Dossier Negro, Fantom (ediciones Vértice), Creepy (España-U.S.A.), Escalofrío, Espectros (Ediciones Vértice), Rufus, Vampus (Ibero Mundial de Ediciones), Horror, Monstruos...
Los héroes más famosos de las revistas de historietas españolas nacidos del pulp en la década de los 60-70 son Jan Europa, Capitán Trueno, Corsario de Hierro, o el Jabato de la desaparecida Editorial Bruguera, en series de grafismo realista que Bruguera encargó entonces a dibujantes nuevos o de prestigio (Borrell, Buylla, Cuyás, Edmond, Adolfo Usero), lo que desató cierto optimismo en el sector.
El Eternauta fue publicado inicialmente en la argentina Hora Cero Semanal. 
La mexicana editorial Novaro fue la imprenta de ófset de mayor tiraje de Latinoamérica, con plantas de producción en tres continentes.
Es casi imposible nombrar todos los títulos que publicó en sus revistas en español y a color, especialmente de cómics pertenecientes a la década de 1950, en diciembre de 1951 publicó Tarzán, el primer superhéroe que publicó fue Superman y siete meses después Capitán Marvel de Fawcett Publications y posteriormente extendería sus publicaciones a las series de Batman (de DC), Rip Kirby, Red Ryder, Titanes Planetarios y Domingos Alegres; esta última, además de historias de origen americano, también incluía personajes tales como Tintín, Álix y Dan Cooper, pertenecientes a la revista Tintín, publicada por la editorial belga Le Lombard.
Hasta la década de 1990, hubo una gran oferta de revistas de cómic especializadas, pero en todo el mundo desde finales de 1990 con el auge de los nuevos medios de comunicación, como internet y la globalización, algunas revistas notables publicadas, habían desaparecido ya y se ha producido una reducción de las revistas de historietas impresas en papel de las que solo quedan unos pocas, en comparación con la época de su mayor esplendor. También es notable que el precio del material impreso en papel, es muy elevado a pesar de reducirse los costes de producción y la deslocalización.